# Aberlour (Whiskybrennerei)
Aberlour (Aussprache [abəɹ'laʊ̯ɹ] oder [abəɹ'lɶɹ]) ist eine Whisky-Destillerie in Charlestown of Aberlour, Region Speyside (Schottland). Gegenwärtiger Eigentümer ist Chivas Brothers Ltd. für Pernod Ricard, Frankreich.

## Geschichte
James Gordon und Peter Weir gründeten 1826 die Brennerei Aberlour. Nach einem Brand wurde die Brennerei 1879 durch James Flemming eine Meile von der alten Brennerei entfernt wieder aufgebaut. 
Die Firma wurde 1892 an R. Thorne & Sons verkauft. 
Ein Großteil der Brennereigebäude und der Whiskyvorräte wurde 1898 bei einem weiteren Brand, ausgelöst durch eine Explosion in der Mühle, zerstört. Der Wiederaufbau erfolgte unter der Leitung von Charles Chree Doig.
In den Jahren 1917–1919 wurde nicht produziert und die Firma 1920 an W.H.Holt & Sons verkauft.
1942 erwarb James Donald Stewart die Brennerei, es fand aber keine Produktion statt.
An S. Campbell & Sons Ltd wurde 1945 verkauft. 
Die firmeneigenen Malzböden wurden 1962 geschlossen.
Die Brennerei wurde 1973 um zwei Brennblasen (eine Wash Still und eine Spirit Still) erweitert. 
S. Campbell & Sons Ltd wurde 1974 von Pernod Ricard übernommen, Halter der Lizenz ist Chivas Bros. Ltd.

## Produktion
Das Wasser der zur Region Speyside gehörenden Brennerei stammt aus Quellen am Ben Rinnes. Sie verfügt über zwei Maischbottiche (je 12 t) und sechs Gärbottiche (je 70.000 l) aus Edelstahl. Destilliert wird in zwei Wash- (je 21.120 l) und zwei Spiritstills (zusammen 35.456 l), die durch Dampf erhitzt werden. Für die Lagerungen werden Sherry- und Bourbonfässer benutzt. Als Alfred Barnard im Rahmen seiner Whiskyreise die damals junge Brennerei im Jahre 1886 besuchte, hinterließ er detaillierte Aufzeichnungen über die Einrichtungen. Zu dieser Zeit waren je eine Wash- und eine Spirit-Still in Betrieb, die 7300 beziehungsweise 5500 l fassten.

## Produkte
| Name                        | Typ         | Alter     | Vol.-%                  | seit | bis  | Finish      | Bemerkung                                                                                        |
| --------------------------- | ----------- | --------- | ----------------------- | ---- | ---- | ----------- | ------------------------------------------------------------------------------------------------ |
| Aberlour                    | Single Malt | 10 Jahre  | 40 %(0,7 l.)/43 %(1 l.) |      |      |             | Blend aus Bourbon- und Sherry-Fässern,                                                           |
| Aberlour White Oak 2001     | Single Malt | 11 Jahre  | 43 %                    | 2012 | -    |             |                                                                                                  |
| Aberlour                    | Single Malt | 12 Jahre  | 43 %                    |      | 2011 | Sherry-Fass |                                                                                                  |
| Aberlour Non-chill-filtered | Single Malt | 12 Jahre  | 48 %                    | 2011 |      | Sherry-Fass | nicht kaltfiltriert                                                                              |
| Aberlour Sherry Cask        | Single Malt | 12 Jahre  | 43 %                    |      |      |             | reine Sherry-Fass Reifung                                                                        |
| Aberlour                    | Single Malt | 15 Jahre  | 43 %                    |      |      |             | Blend aus Bourbon- und Sherry-Fässern                                                            |
| Aberlour Double Cask        | Single Malt | 16 Jahre  | 43 %                    | 2010 |      | Sherry-Fass |                                                                                                  |
| Aberlour                    | Single Malt | 18 Jahre  | 43 %                    |      |      |             | reine Sherry-Fass Reifung                                                                        |
| Aberlour a'bunadh           | Single Malt | o. Angabe | div.                    | 1997 |      |             | nicht kaltfiltriert, ungefärbt, Fassstärke – Der Alkoholgehalt variiert, First Fill Oloroso-Fass |

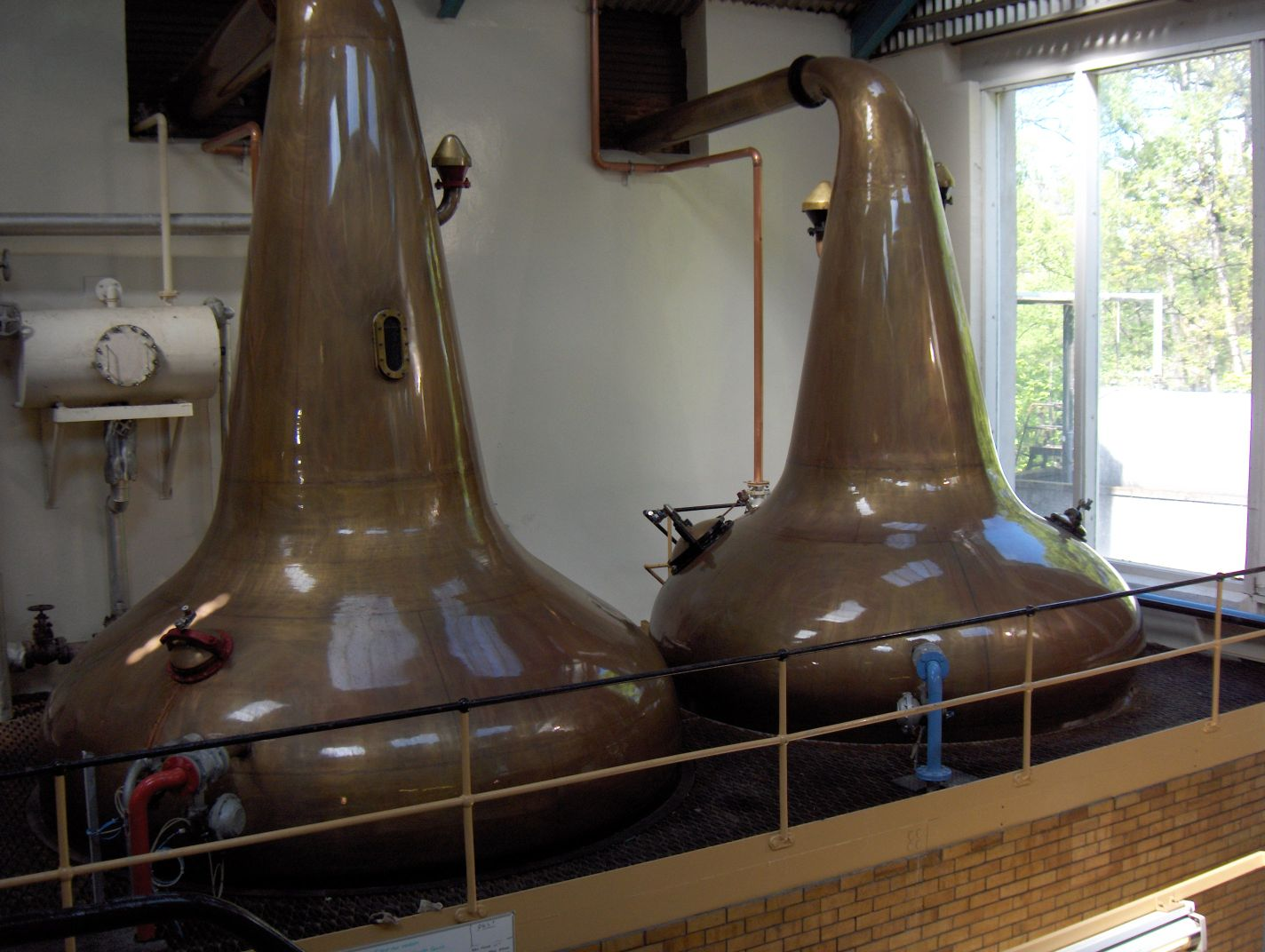
Aberlour Wash Still und Spirit Still

Aberlour a'bunadh, batch 17

Die sherrygeprägte Abfüllung a'bunadh (Gälisch für „Ursprung“) hat einen variierenden Alkoholgehalt von etwa 60 Prozent. Vier- bis fünfmal im Jahr wird eine Anzahl First Fill Oloroso Sherry-Fässer durch den Blendmaster ausgewählt, die dann zum a'bunadh vermählt werden, die Flaschen werden mit der Batch-Nummer und der individuellen Alkoholkonzentration des jeweiligen Batches markiert. Zwischen den einzelnen Batches kann der Geschmack deutlich variieren.
Einige ältere Batches des a'bunadh werden mittlerweile zu Preisen gehandelt, die deutlich über dem Originalpreis liegen. Aktuell im Handel (Stand Januar 2021) sind die Batches 65 bis 67 zu finden.
Des Weiteren werden von der Brennerei verschiedene Spezialabfüllungen, vor allem für Duty-free-Läden und den Export, angeboten und es existieren unabhängige Abfüllungen.
Aus dem Malt von Aberlour wird der Blend White Heather hergestellt, der von der Firma Pernod-Ricar vertrieben wird.